# Lloydminster
Lloydminster is een stad (city) in de Canadese provincies Alberta en Saskatchewan en telt 24.028 inwoners (2006).